# Carabus caelatus
Carabus caelatus es una especie de coleóptero adéfago de la familia Carabidae. Habita en Europe, donde han sido observados en Albania, Austria, Bosnia y Herzegovina, Croacia, Italia, Macedonia, Eslovenia y Yugoslavia.